# بیمارستان بالینی دوبراوا
بیمارستان بالینی دوبراوا (به لاتین: Clinical Hospital Dubrava) یک بیمارستان در کرواسی است که در زاگرب واقع شده‌است.